# Симфонія № 6 (Малер)
Симфонія № 6, ля мінор, іноді називана «Трагічна» (нім. Tragische) — симфонія Густава Малера, написана у 1903–1906 роках, вперше виконана в Ессені 27 травня 1906 року.
Симфонія складається з чотирьох частин загальною тривалістю 80 хвилин:
1. Allegro energico, ma non troppo. Heftig, aber markig.
2. Andante moderato (see below)
3. Scherzo: Wuchtig (see below)
4. Finale: Sostenuto - Allegro moderato - Allegro energico

Написана для великого симфонічного оркестру, четверний склад дерев'яних, 8 валторн, 6 труб.